# Tomer Sisley
Tomer (Gazit) Sisley (hebreo: 'תומר סיסלי, Berlín, Alemania, 14 de agosto de 1974) es un humorista y actor francés de origen judio alemán. Se ha hecho famoso internacionalmente por interpretar a Largo Winch, personaje creado por el autor belga Jean Van Hamme y el artista gráfico francés Philippe Francq, en las adaptaciones cinematográficas del personaje.

## Biografía
Sisley nació en Berlín, Alemania. Sus padres nacieron en Israel, y sus abuelos eran de Lituania, Bielorrusia y Yemen. Su familia es judía. Sus padres se separaron cuando él tenía cinco años. A los nueve dejó Berlín para vivir con su padre en el sur de Francia. A los doce años, él ya hablaba cuatro idiomas (alemán, hebreo, francés e inglés). Su padre, José, era un científico en la investigación dermatológica.
En el año 2003 fue el primer comediante francés que ha ganado el premio revelación en el festival Just for Laughs Gags en Montreal, (Canadá) el mayor festival de comedia en el mundo. También fue el primer cómico francés desde la creación del festival, que se ofrece para llevar a cabo en inglés, lo cual hizo.

## Filmografía
- 1996 : Studio Sud (Serie de TV)
- 1998 : L'Immortel (Serie de TV)
- 2001 : Absolument fabuleux
- 2003 : Dédales por René Manzor
- 2003 : Bedwin por Nadia el Fani
- 2005 : Virgil por Mabrouk el Mechri
- 2006 : Toi et moi por Julie Lopes-Curval
- 2006 : The Nativity Story de Catherine Hardwicke
- 2007 : Truands por Frédéric Schoendoerffer
- 2008 : Largo Winch por Jérôme Salle
- 2011 : Largo Winch II: Conspiración en Birmania por Jérôme Salle como  Largo Winch
- 2011 : Sleepless Night por Frédéric Jardin
- 2013 : We're the Millers por Rawson Marshall Thurber  como Pablo Chacon
- 2013 : Angélique por Anne Golon
- 2014 : Kidon por Emmanuel Naccache como Daniel
- 2015 : Rabin, the Last Day por Amos Gitai
- 2017 : Flechazo a primera vista Netflix
- 2018 : Balthazar (serie de televisión) como Raphaël Balthazar
- 2020 : Messiah como Aviram Dahan por Netflix
- 2023 : Vórtice (miniserie de Netflix) como Ludovic Béguin.